# São Sebastião da Vargem Alegre
São Sebastião da Vargem Alegre é um município brasileiro do estado de Minas Gerais,  criado pala Lei 12030, de 21 de dezembro de 1995, emancipado de Miraí. Foi originalmente um pequeno povoado de nome Caatinga do Muriaé. Seu território ocupa uma das menores áreas de Minas Gerais: 74 km² cortado por serras e banhado pelo rio Preto. A população residente em 2022 é de 3.113 habitantes. Suas datas festivas são o dia 14 de setembro, quando comemora-se a Festa do Jubileu, e o dia 21 de dezembro, celebrando a festa de fundação do município. A igreja matriz leva o nome do padroeiro da cidade: São Sebastião. A principal atividade econômica é a agropecuária. Nos últimos anos a cidade obteve grandes avanços estruturais.